# チコハイイロギツネ
チコハイイロギツネ（学名： Lycalopex griseus）とは、イヌ科スジオイヌ属の一種である。チコは、スペイン語で「小さい」という意味を持つ。

## 分布
チリ、アルゼンチンのパタゴニア地方、フォークランド諸島

## 体格
体長約20 - 43cm、尻尾を含んだ体長は約65 - 110cm。重さは約2.5 - 5.45kg。
頭部は白く赤茶色をした斑点があり、アゴにはくっきりとした黒い点がある。下腹部は薄い灰色で手足は黄褐色をしており、大腿部は棒線の模様が交差している。耳は大きく、尻尾は長く青白い。

## 行動
チコハイイロギツネは雑食性で哺乳類、鳥類、節足動物、爬虫類、鳥の卵、腐った肉など様々なものを食べるが主に、小型哺乳類と齧歯類を食べる。

## 繁殖
毎年3月に交配し、洞穴で2ヶ月の妊娠期間後、2 - 4頭の子を産む。

## 環境
チコハイイロギツネは、ニワトリや羊を食べるために人間が住むところに近づくが、犬が訪れた領域には避ける傾向がある。
チコハイイロギツネは、長い間毛皮のために狩られてきた歴史がある。